# Oberönz
Oberönz es una localidad suiza de la comuna de Herzogenbuchsee. Situada en el distrito de Wangen, al norte del cantón de Berna. 

## Geografía
Oberönz se encuentra situada en pleno corazón del Oberaargau (Alta Argovia) en la meseta suiza. La localidad limita al norte con la comuna de Niederönz, al norte con Herzogenbuchsee, al este con Bettenhausen y Bollodingen, al sur con Steinhof (SO), y al suroeste con Seeberg y Aeschi (SO).
La comuna se encuentra a 465 m s. n. m., 1 km al suroeste de Herzogenbuchsee y 8 km oeste-sur-oeste de la ciudad de Langenthal (en línea recta). El pueblo se extiende en la gran planicie del Önz, el cual marca el fin del Mitteland y la entrada al Oberaargau.

## Historia
La primera mención de sitio tuvo lugar en el año 1139 bajo el nombre de Oentze. Más tarde aparecen los nombres de Onza (1166), Onze (1248), Honzen (1258), Uenzo (1263) y Onz (1278); aunque el más importante y casi definitivo aparecería en 1356 (Oberönze). Tras lo cual aparecieron algunas otras denominaciones Ober Öntze (1367), Obernöntz y Obre Entz (1378). 
Durante la Edad Media, Oberönz estuvo bajo soberanía de los duques de Zähringen, y a partir de la extinción de la casa en 1218 a manos de los condes de Kyburgo y pertenecía a la alta justicia del prebostazgo de Herzogenbuchsee. En el año 1406, Oberönz cae en manos de los señores berneses, que anexó la comuna a la recién creada bailía de Wangen. Tras la caída del Antiguo Régimen en 1798, la comuna estuvo en el recién formado distrito de Wangen, en el que aún permanece hoy día. 
El 1 de enero de 2008, la comuna perdió su independencia al fusionarse con la vecina Herzogenbuchsee, pasando a ser una localidad de dicha comuna.

## Población
Con 915 habitantes, Oberönz era una de las comunas más pequeñas del cantón de Berna. 90,8% de los habitantes son de lengua materna alemana, 3,6 % turcos y 2,3 % albaneses (en 2000). El número de habitantes de Oberönz viene aumentando lentamente desde el siglo XIX, aunque a mediados del siglo XX la cifra parecía estancada en los alrededores de 460. A partir de entonces y hasta los años 1990, la población aumentó rápidamente. Desde entonces, la cifra de habitantes parece haberse estabilizado en los alrededores de 880 personas.
La urbanización de Oberönz se encuentra estrechamente ligada con la de Niderönz y Herzogenbuchsee. 

## Economía
Oberönz fue hasta mediados del siglo XX un pueblo principalmente rural. Aún hoy gracias a la fertilidad del suelo, labores como la ganadería y la silvicultura tienen una parte importante en la estructura de la población. Otros puestos de trabajo son ofrecidos por pequeños comercios y por el sector terciario. 
Actualmente también hay empresas de construcción y transporte, así como cerrajerías. En la última década, la localidad se ha convertido en un pueblo cama. Una gran parte de la población activa es pendular y trabaja mayoritariamente en la región Herzogenbuchsee-Langenthal, otra parte trabaja en Soleura.

## Transportes
La localidad se encuentra relativamente bien conectada a la red de trenes y carreteras. La localidad se encuentra a tan solo 1 km de la estación ferroviaria de Herzogenbuchsee, en la cual hay servicio de trenes rápidos en el eje Berna-Zúrich. A la estación se puede llegar en bus desde Oberönz. 
Las salidas de la autopista A1, Kirchberg y Wangen a.A. quedan a 10 km de Oberönz. Las dos carreteras estatales (cantonales) de Berna (Berna-Zúrich) y de Soleura (Soleura-Lucerna) se cruzan en pleno centro de la localidad. En menos de una hora se logra llegar a las ciudades de Berna, Soleura, Olten y Basilea.

## Curiosidades
En el antiguo centro se encuentran algunas granjas características, construidas al mejor estilo bernés, entre los siglos XVII y XIX. Oberönz no tiene iglesia propia, la comunidad pertenece a la parroquia de Herzogenbuchsee.